# Prędkość graniczna (żegluga)
Prędkość graniczna – maksymalna prędkość jaką statek wodny jest w stanie osiągnąć pływając wypornościowo (a nie w ślizgu).
Ograniczenie to spowodowane jest gwałtownym wzrostem oporu falowego, kiedy wzbudzana przez kadłub fala osiąga długość równą długości jego linii wodnej. 
{\displaystyle {\mbox{V}}\approx 2,42\times {\sqrt {KLW}}}
gdzie:

V - prędkość graniczna w węzłach

KLW - długość linii wodnej w metrach